# Mercury-Redstone 2
 (décembre 2019).
Si vous disposez d'ouvrages ou d'articles de référence ou si vous connaissez des sites web de qualité traitant du thème abordé ici, merci de compléter l'article en donnant les références utiles à sa vérifiabilité et en les liant à la section « Notes et références ».
Mercury Redstone 2 (MR-2) est la troisième tentative mission spatiale du programme Mercury dans la configuration de lancement Mercury-Redstone et la première à inclure un organisme vivant, un chimpanzé de 17 kg nommé Ham (en l'honneur du Holloman Aerospace Medical Center).

## Objectifs
La précédente mission Mercury-Redstone, MR-1A, a suivi une trajectoire trop abrupte avec des accélérations trop élevées pour un passager humain. Le MR-1A a atteint son apogée programmée d'environ 209 km et a atterri à 378 km. Mercury-Redstone 2 suivra une trajectoire plus aplatie. Sa trajectoire de vol prévue est un apogée de 185 km et une portée de 467 km.
Les objectifs de la mission MR-2 sont les suivants : 1re obtenir des données physiologiques et de performances sur un primate en vol spatial balistique ; 2e qualifier le système de contrôle environnemental (ECS - Environmental Control System) et de l'instrumentation aéromédicale ; 3e qualifier le système d'atterrissage ; 4e qualifier partiellement le système de communication vocale ; 5e qualifier la trappe latérale actionnée mécaniquement ; et 6e obtenir une évaluation de la tour de sauvetage du lanceur.

## Préparation de la mission
Six chimpanzés (quatre femelles et deux mâles) et 20 médecins spécialistes et maîtres-animaux de la base aérienne Holloman (Holloman Air Force Base), au Nouveau-Mexique, où les chimpanzés vivent et sont entraînés, sont transférés dans des quartiers derrière le Hangar S à la base de lancement de Cap Canaveral, en Floride, le 2 janvier 1961. Les six chimpanzés sont formés dans les simulateurs Mercury durant trois semaines. La veille du vol, deux chimpanzés sont choisis pour la mission : un primaire, Ham, et un de réserve, un chimpanzé femelle nommée Minnie. La compétition est féroce, mais Ham est plein d'énergie et de bonne humeur. Ham est originaire du Cameroun, en Afrique (nom d'origine Chang, chimpanzé no 65) et est acheté par la USAF le 9 juillet 1959. Il a 3 ans et 8 mois lors du lancement.

## Déroulement de la mission

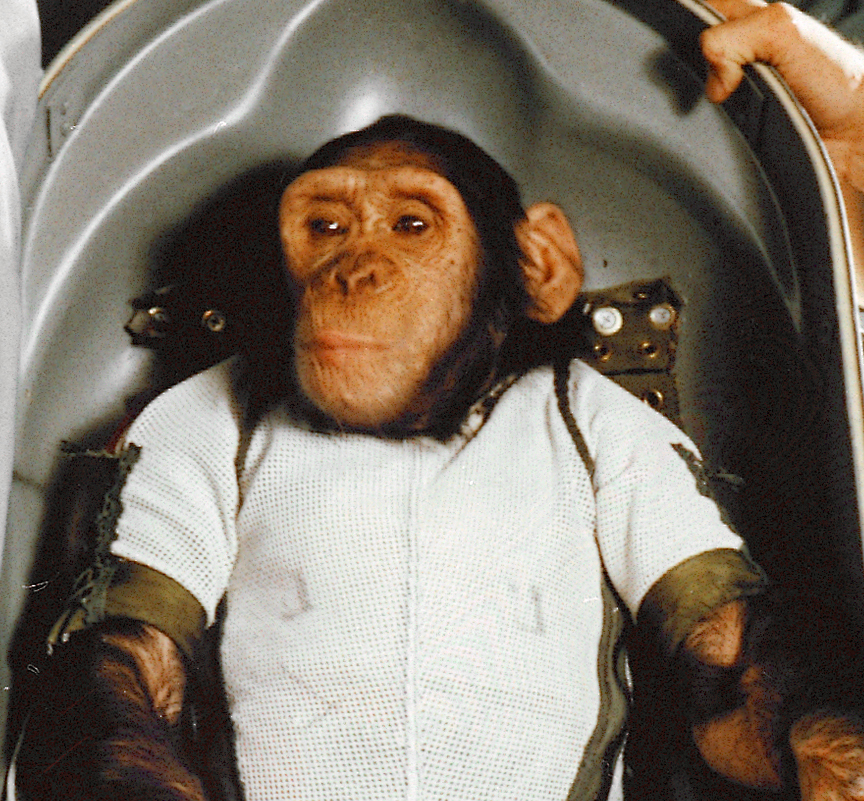
Un singe de 3 ans nommé "Ham" a été installé dans le but de passer un test à l'intérieur de fusée Mercury-Redstone, afin de confirmer la solidité de cette dernière est amorcer au vrai lancement du premier astronaute Américain.

La capsule Mercury no 5 transporte Ham lors de ce vol suborbital.
Réalisée le 31 janvier 1961, le chimpanzé Ham est envoyé dans l'espace pour préparer un vol habité par un astronaute lors de la mission suivante (Alan Shepard avec Mercury-Redstone 3). À 12 h 53 TU, le 31 janvier, Ham est inséré dans la capsule spatiale. Le compte à rebours est ensuite retardé de près de quatre heures en raison d'un onduleur et de plusieurs autres problèmes mineurs.
Il est lancé à 16 h 55 TU le 31 janvier 1961 à partir de l'aire de lancement LC-5 à la base de lancement de Cap Canaveral, en Floride. Les ordinateurs signalent une minute après le lancement, que l'angle de la trajectoire de vol est au moins un degré trop élevé et augmente. À deux minutes, les calculateurs prédisent une accélération de 17 g (167 m/s²). À 2 minutes 17 secondes après le vol, le carburant d'oxygène liquide est épuisé. Le système d'avortement détecte un changement de pression dans la chambre du moteur lorsque l'alimentation en oxygène liquide est épuisée et déclenche la mise à feu de la tour de sauvetage. Le système d'avortement envoie un signal Mayday aux forces aéronavales (US Navy) de récupération.
L'angle de vol élevé et le lancement de la tour de sauvetage entraînent une vitesse maximale de la capsule spatiale de 2 298 m/s au lieu des 1 970 m/s prévus. Les rétrofusées sont larguées au cours du vol et ne peuvent pas être utilisées pour ralentir le véhicule spatial. Tout cela se traduit par un dépassement de la zone d'atterrissage prévue de 209 km et un apogée de 253 km au lieu de 185 km.
Un autre problème survient à 2 minutes et 18 secondes de vol lorsque la pression dans la capsule passe de 8 à 7 k Pa. Ce dysfonctionnement est retracé plus tard jusqu'à la soupape d'entrée d'air. Les vibrations desserre une goupille dans la soupape d'entrée d'air et permet à la soupape de s'ouvrir. Ham est en sécurité dans sa combinaison spatiale et ne souffre pas de la perte de pression dans la cabine. La pression de sa combinaison spatiale est restée normale et la température de la combinaison est restée bien dans la plage optimale, soit entre 16 °C et 26 °C.
Du fait de l'accélération excessive du lanceur et de la poussée de la tour de sauvetage, une vitesse de 9 426 km/h est atteinte au lieu des 7 081 km/h prévus. À l'apogée, le véhicule spatial de Ham est 77 km plus bas que prévu. Ham est en impesanteur durant 6,6 minutes au lieu des 4,9 minutes prévues. Le véhicule spatial atterrit à 679 km après un vol de 16,5 minutes. Il reçoit 14,7 g lors de la rentrée, soit près de 3 g de plus que prévu. Ham a bien rempli ses tâches, poussant des manettes environ 50 fois durant le vol. Des caméras embarquées filmant la réaction de Ham à l'impesanteur montrent une quantité surprenante de poussières et de débris flottant à l'intérieur de la capsule durant l'apogée.
La capsule Mercury amerrit atterrissant dans l'océan Atlantique 16 minutes et 39 secondes après le lancement.vers 17 h 12 TU, hors de la vue des forces de récupération. Environ 12 minutes plus tard, le premier signal de récupération est reçu de la capsule spatiale. Le repérage montre qu'elle est à environ 96 km du navire de récupération le plus proche. Vingt-sept minutes après l'amerrissage, un avion de recherche aperçoit la capsule flottant à la verticale dans l'océan Atlantique. L'avion de recherche demande à la US Navy d'envoyer ses hélicoptères de sauvetage du navire le plus proche. Lorsque les hélicoptères arrivent, ils trouvent la capsule spatiale sur le côté et absorbant de l'eau. Le bouclier thermique en béryllium lors de l'impact avec l'eau a rebondi contre le fond de la capsule, perforant deux trous dans la cloison sous pression en titane. Le bouclier thermique est arraché de la capsule spatiale avant sa récupération. Après le chavirage de la capsule, la valve de plongée qui est ouverte laisse encore plus d'eau de mer pénétrer dans la capsule. Lorsque l'équipage de l'hélicoptère s'accroche finalement et ramasse le véhicule spatial de Ham à 18 h 52 TU, il estime qu'il y a environ 360 kg d'eau de mer à bord. Le véhicule spatial est récupéré et déposé sur le pont par un hélicoptère du USS Donner (LSD-20 - Landing Ship Dock). Lorsque la capsule spatiale est ouverte, Ham est dans un état stable, et accepte une pomme et une demi-orange.

## Chronologie de la mission Mercury Redstone 2
| Temps      | Événement                                          | Description |
| ---------- | -------------------------------------------------- | --- |
| T+00:00:00 | Lancement                                          | Le lanceur Mercury-Redstone décolle, l'horloge embarquée démarre.                                                                          |
| T+00:00:16 | Programme de tangage                               | Le lanceur Mercury-Redstone tangue de plus de 2°/s de 90° à 45°.                                                                           |
| T+00:00:40 | Fin du tangage                                     | Le lanceur Mercury-Redstone atteint 45° de tangage.                                                                                        |
| T+00:01:00 | Anomalie                                           | Les ordinateurs signalent que l'angle de tangage est de 46° et augmente.                                                                   |
| T+00:01:24 | Max Q                                              | La pression dynamique maximum est de 27,5 kPa.                                                                                             |
| T+00:02:17 | BECO (Booster Engine Cut-Off)                      | Arrêt du moteur du lanceur Redstone, coupure du moteur 3 secondes trop tôt. Vitesse de 2,6 km/s.                                           |
| T+00:02:17 | Avortement de la mission, séparation de la capsule | Mise à feu de la tour de sauvetage, message de détresse Mayday envoyé aux forces de récupération.                                          |
| T+00:02:18 | Mauvais fonctionnement                             | La soupape d'air frais s'ouvre, la pression de la cabine chute de 38 à 7 kPa.                                                              |
| T+00:02:19 | Les rétrofusées sont éjectées                      | Le bouclier thermique est à l'air libre.                                                                                                   |
| T+00:02:20 | Éjection de la tour de sauvetage                   | Éjection de la tour de sauvetage. |
| T+00:02:35 | Manoeuvre de redressement                          | Le système ASCS fait pivoter la capsule de 180°, pour envoyer le bouclier thermique vers l'avant.                                          |
| T+00:05:00 | Apogée                                             | L'apogée de 252,7 km est atteint à 317 km du site de lancement.                                                                            |
| T+00:05:45 | Rétracter le périscope                             | Le périscope est automatiquement rétracté en préparation de la rentrée.                                                                    |
| T+00:06:20 | Manœuvre d'attitude                                | Le système ASCS (Automatic Stabilization and Control System) oriente la capsule en inclinaison à 34° vers le bas, roulis à 0°, lacet à 0°. |
| T+00:08:24 | Manoeuvre de 0,05 g                                | Le système ASCS détecte le début de la rentrée et roule la capsule à 10°/s pour stabiliser la capsule durant la rentrée.                   |
| T+00:10:47 | Déploiement du parachute-pilote                    | Le parachute-pilote est déployé à 6,7 km pour ralentir la descente à 111 m/s et stabilise la capsule.                                      |
| T+00:10:54 | Ouverture de la valve d'air frais                  | La valve d'air frais se déploie à 6 km (ECS) pour équilibrer la pression de la cabine avec la pression extérieure.                         |
| T+00:11:24 | Déploiement du parachute principal                 | Le parachute principal se déploie à 3 km. Le taux de descente est de 9 m/s.                                                                |
| T+00:11:29 | Déploiement des sacs de flottaison                 | Les sacs de flottaison se déploient et largage du bouclier thermique de 1,2 m de diamètre.                                                 |
| T+00:11:29 | Largage du carburant                               | Largage du peroxyde d'hydrogène. |
| T+00:16:39 | Amerrissage                                        | La capsule atterrit dans l'eau à environ 679 km du site de lancement.                                                                      |
| T+00:16:39 | Déploiement de l'équipe de récupération            | L'équipe de récupération est déployé et comprend un marqueur vert, une balise radio et une antenne.                                        |

## Résultats
Avec les dysfonctionnements durant ce vol, la capsule Mercury-Redstone n'est toujours pas prête pour un passager humain prévu pour la mission MR-3. Le vol est reporté en attendant un vol de développement du lanceur, Mercury-Redstone BD.
Après son vol spatial, Ham est transféré au parc zoologique national de Washington, D.C., durant 17 ans et en 1981 est transféré dans un zoo en Caroline du Nord pour vivre avec une colonie de chimpanzés. Il décède le 19 janvier 1983, à l'âge de 26 ans. Ham est enterré au musée de l'histoire spatiale du Nouveau-Mexique à Alamogordo. Il est l'un des nombreux animaux de l'espace.
Minnie, est la seule chimpanzé femelle du programme Mercury. Après la fin de son rôle dans le programme Mercury, Minnie est devenue membre d'un programme d'élevage de chimpanzés de la USAF, produisant neuf descendants et aidant à élever les descendants de plusieurs autres membres de la colonie de chimpanzés. Elle est le dernier chimpanzé de l'espace. Elle est décédée à l'âge de 41 ans le 14 mars 1998.
La capsule spatiale Mercury No 5, utilisé dans la mission Mercury-Redstone 2, est actuellement exposé au California Science Center, Los Angeles, Californie.

## Notes et références

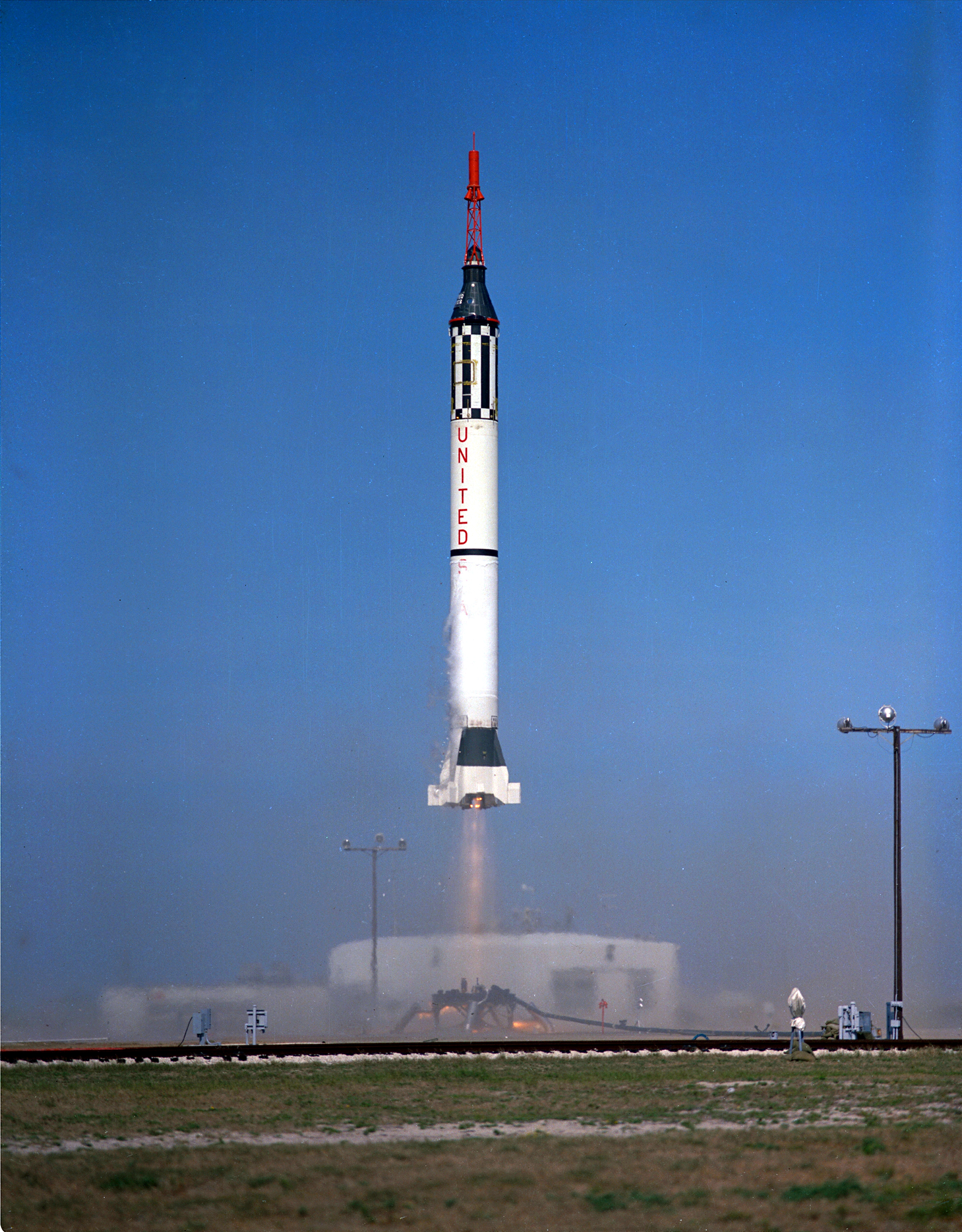
Le lanceur de la mission Mercury-Redstone 2 au décollage.
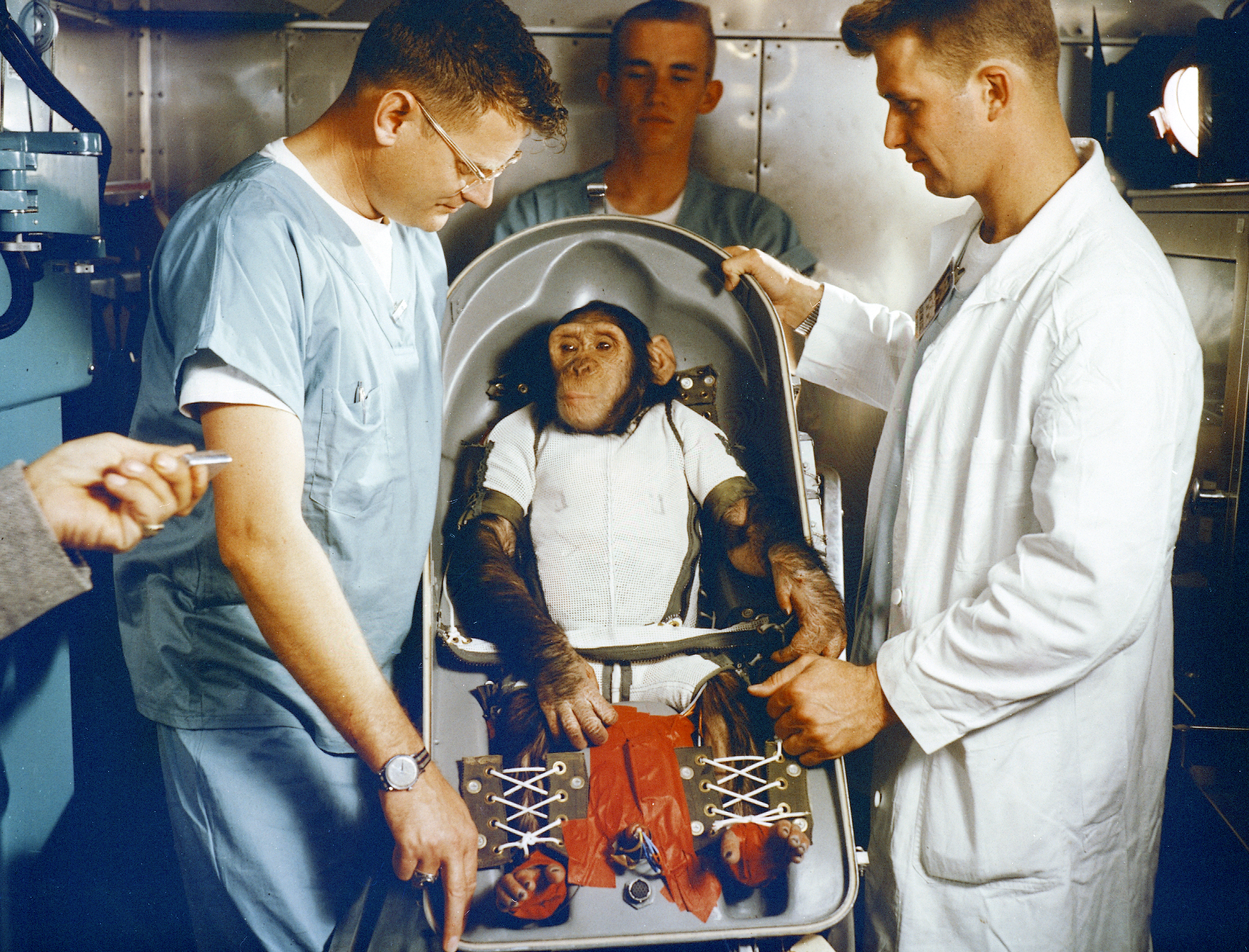
Le chimpanzé Ham avant le lancement de la mission Mercury-Redstone 2.
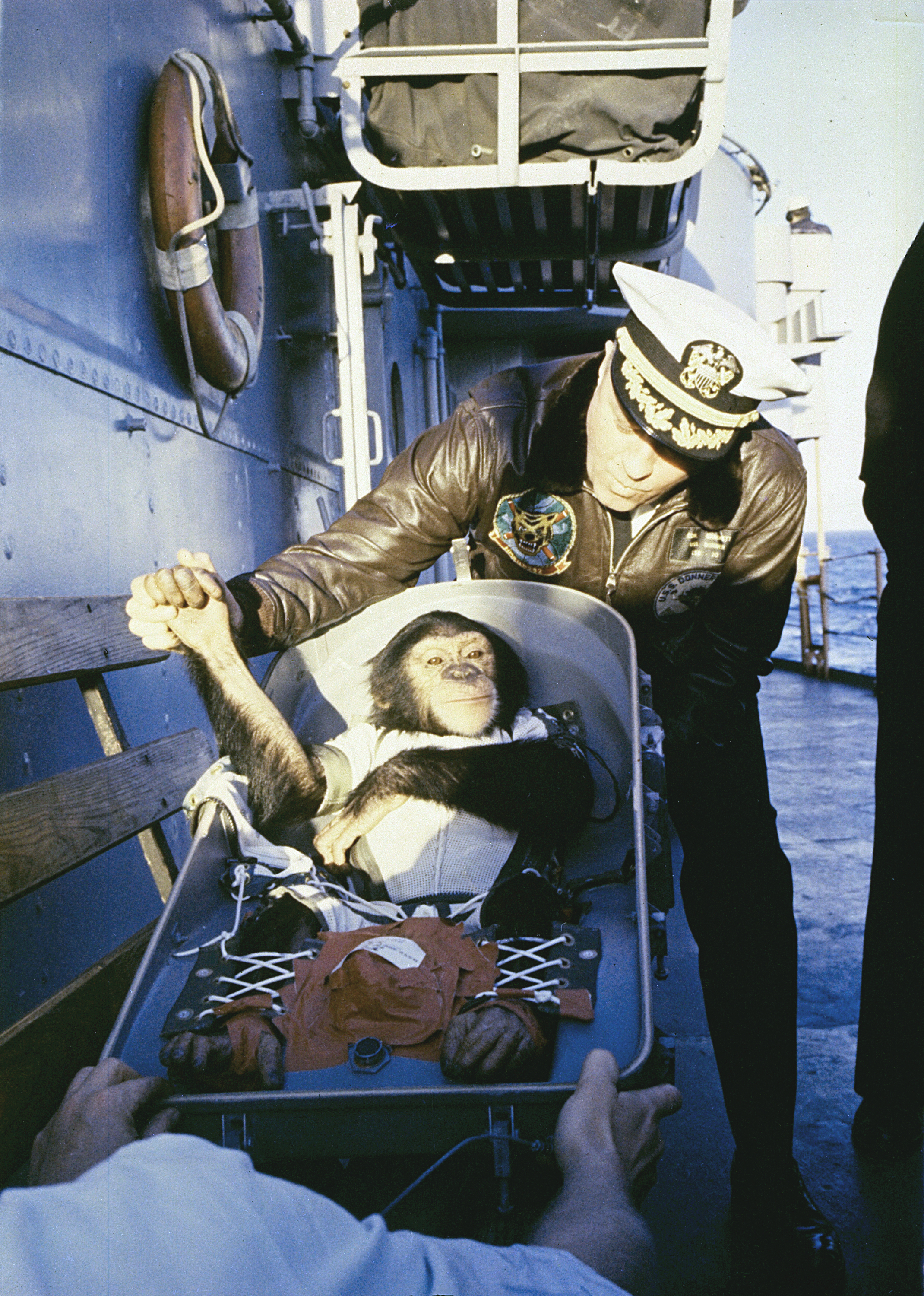
Le chimpanzé Ham après le retour sur Terre de la mission MR-2.